# Gambettola
Gambettola (E Bos-c in romagnolo) è un comune italiano di 10 920 abitanti della provincia di Forlì-Cesena in Emilia-Romagna. Il comune, che è distante circa 30 chilometri dal capoluogo Forlì, si trova nel comprensorio di Cesena.

## Geografia fisica
Posto a ridosso della via Emilia fra Cesena, dalla quale dista 10 km, e Savignano sul Rubicone, distante 7 km, Gambettola si sviluppa su un territorio pianeggiante facente parte della Pianura Padana. L'altitudine media è di 31 metri sul livello del mare. Il comune dista circa 3 chilometri dalle colline dell'entroterra e 8 chilometri dal mare. Il centro del paese è attraversato dal torrente Rigossa, che, presso la località di Gatteo a Mare, confluisce nel Pisciatello.

## Storia
Documenti del XIII secolo fanno riferimento ad un Castrum Boschi, e Il Bosco è stato la denominazione rimasta in uso fino al Novecento. 
Dalle prime fonti storiche si sa che nel 1371 a Castrum Boschi v'erano 26 focolari (ovvero una popolazione di circa 130 unità) e che faceva parte del contado riminese. Il castrum non era altro che un fondo posto a sud della Via Emilia, con scarsa rilevanza. Dal Quattrocento Castrum Boschi (la parte a nord) tende a sparire nei riferimenti e si fanno sempre più insistenti le citazioni di Villa Buschi o Villa Bosco, come venne chiamato fino alla metà del Seicento.
Il Quattrocento vede la venuta dei Malatesta, ed è possibile individuare il primo signore di Gambettola nella persona di Gottifredo di Rodolengo d'Iseo, capitano di ventura e condottiero al servizio di Sigismondo Pandolfo Malatesta. La sconfitta di Pandolfo contro le truppe papali portò Gambettola sotto il dominio pontificio, pur restando sotto la guida di Gottifredo, che nel frattempo era passato dalla parte del papato e per ricompensa aveva ottenuto anche il territorio di Villa Bosco. Da questo momento si può parlare di un unico territorio posto sotto la stessa giurisdizione.
La famiglia Isei ne mantenne il dominio fino al 1638, data nella quale l'intero feudo passò sotto lo Stato Pontificio con il nome di Comune di Gambettola. Alla conquista napoleonica, il Comune fu sciolto e spartito fra Longiano e Gatteo. La restaurazione del 1817 riportò Gambettola sotto il papato e le venne restituito lo status di Comune. Nel 1861 avvenne l'annessione al Regno d'Italia.
La seconda guerra mondiale portò notevole distruzione. Una parte notevole dei palazzi antichi sono stati abbattuti dai bombardamenti negli scontri lungo la Linea Gotica (che in Romagna vide le battaglie più sanguinose).
Il 15 ottobre del 1944 Gambettola fu liberata dalle truppe alleate e negli anni a seguire conobbe un deciso sviluppo economico, con un forte aumento della popolazione e una notevole estensione dell'abitato.

### Simboli
Il comune ha un proprio stemma ed un proprio gonfalone, assunti con deliberazione consiliare n. 4 del 24 marzo 1954.
Lo stemma era già in uso nel XIX secolo.
Lo scudo è accompagnato dal motto latino Nonnullorum foliorum, che si può tradurre "di molte foglie".
Il gonfalone è un drappo di verde.

## Monumenti e luoghi d'interesse

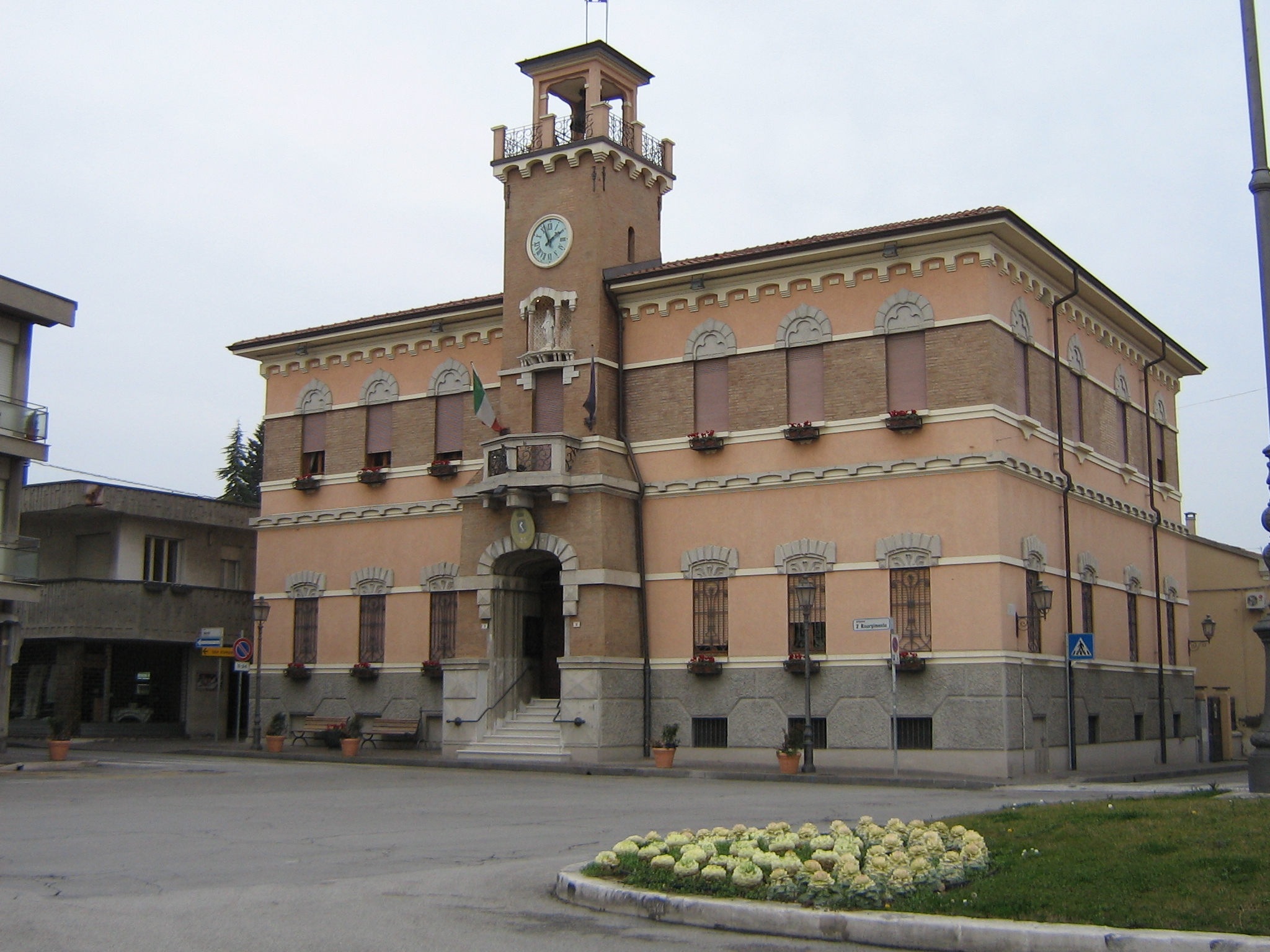
Il palazzo municipale

- Chiesa parrocchiale di Sant'Egidio Abate: anticamente si chiamava Sant'Egidio del Bosco e la costruzione originaria risale al XVI secolo. Nel tempo ha subito forti modifiche, tanto che l'aspetto attuale è stato dato dai lavori eseguiti nel 1700 che ne hanno modificato addirittura l'orientamento (l'ingresso da sud, verso il torrente Rigossa, è stato spostato a est). Ulteriori lavori che ne hanno determinato l'impatto estetico sono stati quelli del dopoguerra, con l'aggiunta di una cupola.
- Palazzo Municipale, risale al 1913 e sorse al posto del precedente palazzo municipale, che venne abbattuto.
- Teatro Comunale, edificato nel 1913 in un locale del Palazzo Municipale a sinistra dell'ingresso principale. Chiuso nei primi anni ’50 il teatro è rimasto a lungo inutilizzato e destinato come magazzino comunale. Recentemente la struttura è stata completamente recuperata ed ha ripreso l’attività teatrale e culturale.
- Ex Casa del Fascio, costruita nel 1930, ospita attualmente la Biblioteca comunale. L'architettura è quella tipica fascista.
- Ex macello Comunale, edificio dei primi del Novecento, ristrutturato e attualmente utilizzato come centro sociale e culturale.
- Osteria di Budrio, sita lungo la via Emilia, è un'imponente costruzione in stile neoclassico. Fu sede di ristoro per i viandanti e i commercianti a partire dal Seicento. In uso fino ai primi anni del secolo scorso, è attualmente adibita ad uso privato.

## Società

### Evoluzione demografica
Abitanti censiti

### Etnie e minoranze straniere
Secondo i dati ISTAT al 31 dicembre 2009 la popolazione straniera residente era di 1 075 persone. Le nazionalità maggiormente rappresentate in base alla loro percentuale sul totale della popolazione residente erano:
1. Bulgaria, 254 (2,45%)
2. Marocco, 202 (1,95%)
3. Albania, 132 (1,27%)
4. Romania, 108 (1,04%)

## Cultura

### Scuole
Sono presenti un asilo nido, quattro scuole materne, una scuola elementare e una scuola media.

### Eventi
- Carnevale di Gambettola, è un carnevale di primavera che si celebra dal 1886 il lunedì di Pasqua e la domenica successiva, per l'occasione sfilano per la città numerosi carri di cartapesta[8].
- Mostrascambio, si svolge due volte l’anno (il secondo fine settimana di maggio e il primo fine settimana di settembre). Sui banchi dei circa 800 espositori, è possibile trovare pezzi d’epoca come strumenti scientifici e da lavoro, bronzi, orologi, monete, apparecchi radio, utensili di ogni tipo.
- Fiera della canapa, si svolge a novembre.
- Arrivano dal mare!, Festival Internazionale dei Burattini.

## Geografia antropica

### Aree cittadine
- Centro Storico (bosco): comprende Corso Mazzini, via Pascucci, viale della Stazione e le strade circostanti.
- Bulgaria/Europa: zona compresa tra via Europa e l'inizio di via Loreto.
- Branchisa: zona più citata nei testi antichi. Inizia dopo il vecchio macello, sito alla fine di via Roma e dall'inizio di via Capannaguzzo: verso Bulgarnò e va verso il mare, nella via Branchise.
- Staggio: zona finale di via Pascoli.
- Budrio: la zona più grande del comune appartenente alla parrocchia di Budrio di Longiano.
- Roncolo-Gualdo: la parte sulla via Emilia confinante con Budrio.
- Viole: confinante con Roncolo-Gualdo.

## Economia

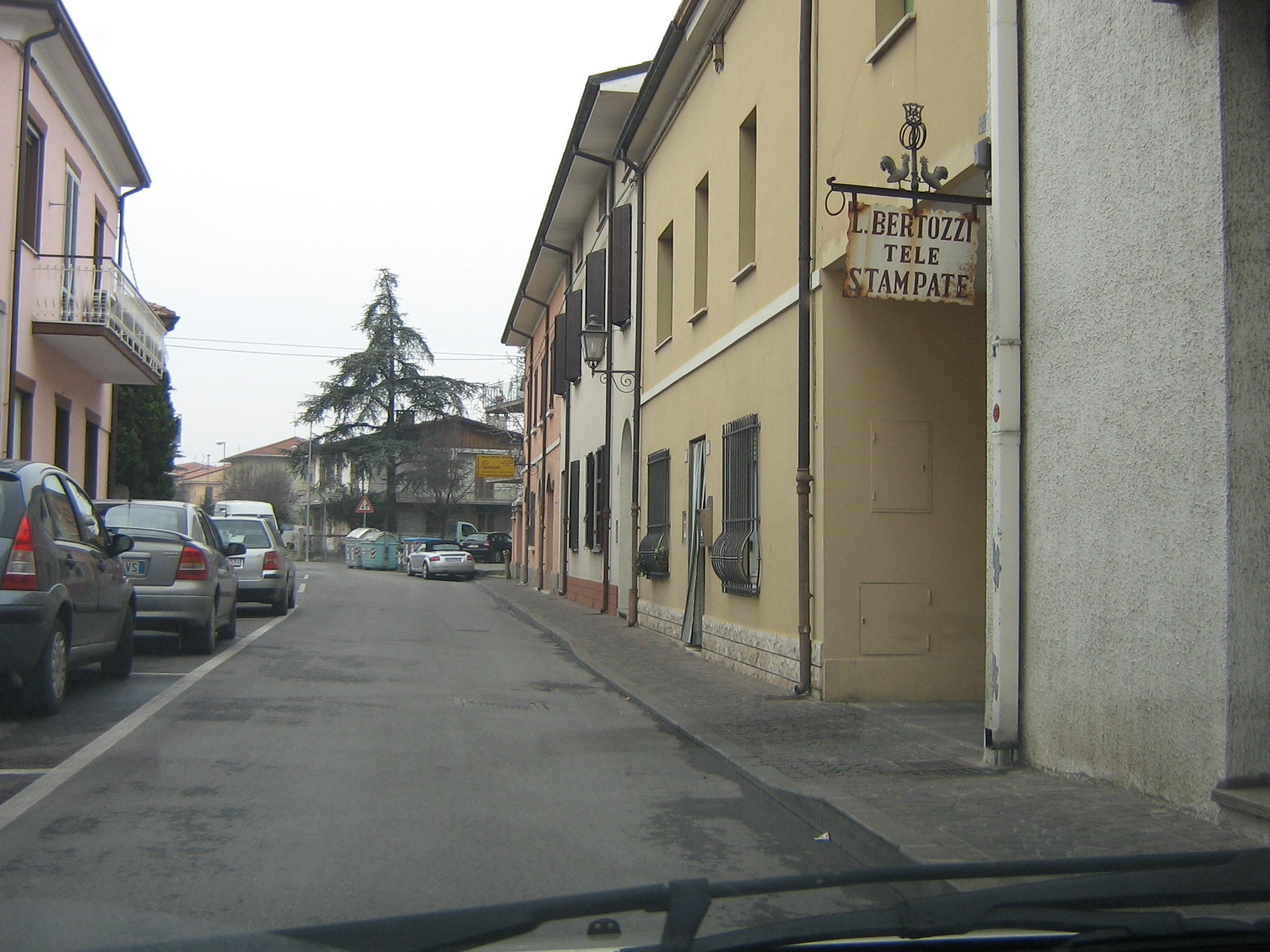
La via delle stamperie

Sono presenti numerose attività artigianali, agricole e industriali. L'industria è prevalentemente legata alla rottamazione e al riciclo di materiale metallico e pezzi di ricambio.

L'economia ebbe un forte impulso negli anni sessanta e settanta del XX secolo. Molte persone cominciarono a raccogliere stracci e materiale in dismissione per il riciclo e il riutilizzo .
Inoltre sono presenti aziende di laterizi, elettronica e produzione di macchine per il fitness. Consistente è anche l'industria agroalimentare che esporta nel mercato europeo.

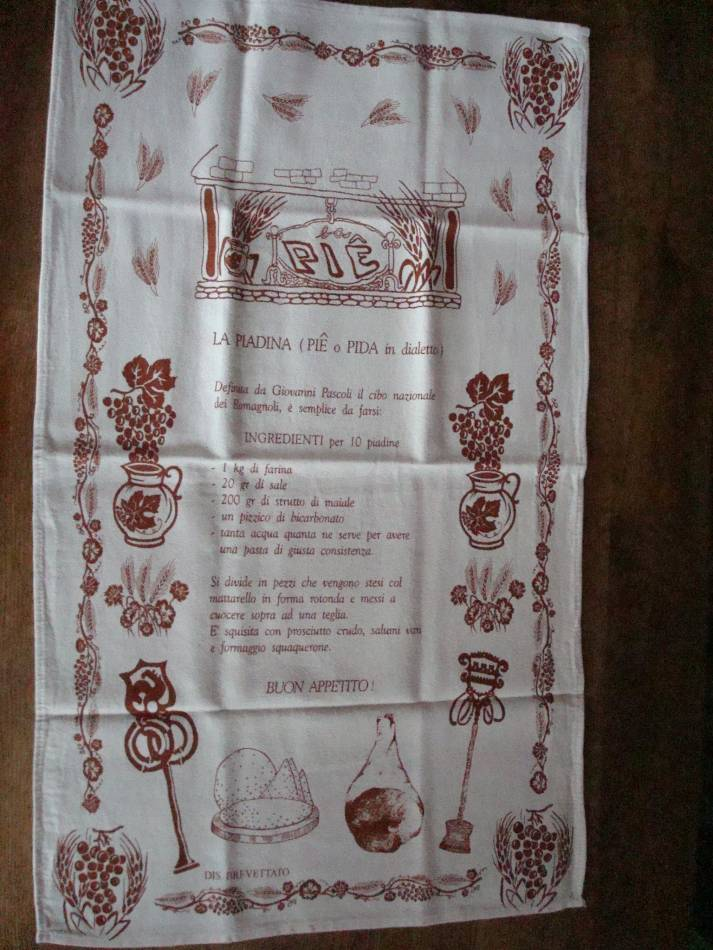
Stampa manuale di una tela

Particolarmente interessante è l'artigianato, che ha saputo mantenere nel tempo la tradizione del manufatto. Famose le stamperie tradizionali romagnole (silografia), che producono tele di pregevole fattura utilizzando metodi di stampa antichi (gli stampi vengono ancora intagliati a mano nel legno dagli stessi artigiani) tramandati di generazione in generazione.
Pregevoli anche le aziende per la lavorazione del legno e la decorazione delle ceramiche.

## Infrastrutture e trasporti
Il territorio comunale di Gambettola è delimitato a sud dalla Via Emilia (SS9). È inoltre collegato tramite la SP97 a Cesenatico, da cui dista 14 chilometri.
Non è attraversato direttamente, ma è vicino all'autostrada A14,  accessibile allo svincolo Valle del Rubicone (4,5 km), nel comune di Gatteo. 
A Gambettola è presente una stazione ferroviaria lungo la linea Bologna-Ancona.

## Amministrazione
| Periodo | Periodo | Primo cittadino        | Partito             | Carica  | Note |
| ------- | ------- | ---------------------- | ------------------- | ------- | ---- |
| 2004    | 2009    | Iader Garavina         | centrosinistra      | Sindaco |      |
| 2009    | 2014    | Iader Garavina         | centrosinistra      | Sindaco |      |
| 2014    | 2019    | Roberto Sanulli        | centrosinistra      | Sindaco |      |
| 2019    | 2024    | Maria Letizia Bisacchi | Partito Democratico | Sindaco |      |

### Gemellaggi
- Montichiari

## Sport
A Gambettola ha sede l'A.C.D Gambettola 1948, squadra di calcio che dalla stagione 2025/26 militerà in Promozione.